# Янган (провінція)
Прові́нція Янга́н (кор. 兩江道, 량강도, Янган-до) — провінція Корейської Народної Демократичної Республіки.
Розташована на півночі Корейського півострова, на півночі Республіки, на кордоні з Китаєм. Утворена 1949 року на основі північно-західної частини історичної провінції Хамгьон. 
Адміністративний центр — місто Хесан.